# Péter Szijjártó
Péter Szijjártó (Komárom, 30 oktober 1978) is een Hongaarse politicus. Sinds 23 september 2014 is hij minister van Buitenlandse Zaken in het rechtse kabinet van Viktor Orbán. Tussen 2002 en 2014 was hij parlementslid.

## Biografie
Szijjártó werd geboren in een rijke familie in Komárom. Na een verblijf van een half jaar in de Verenigde Staten, rondde hij in 1997 zijn studie af aan de Czuczor Gergely Benedictine Secondary Grammar School in Győr. Later studeerde hij internationale relaties en sportmanagement aan de Universiteit van Boedapest. Szijjártó begon zijn politieke carrière in 1998. In dat jaar werd hij lid van de gemeenteraad van Győr. Szijjártó was een van de oprichters en tevens de eerste voorzitter van Fidelitas, de jeugdbeweging van de Fidesz-partij in Győr. In 2001 werd hij gekozen als vice-president van Fidelitas en was tevens lid van het nationale bestuur van Fidesz.
Tussen 2002 en 2014 was Szijjártó lid van het Parlement van Hongarije. In 2005 werd hij de voorzitter van jeugdbeweging Fidelitas. Deze functie bekleedde hij tot 2009. Tussen 2010 en 2012 was Szijjártó de woordvoerder van minister-president Viktor Orbán. In 2012 werd hij benoemd tot voorzitter van acht economische comités die verantwoordelijk zijn voor het ondersteunen van de handelsbetrekkingen met de westelijke Balkan, de Visegradgroep en met de landen in het oosten van Europa.
In september 2014 werd Tibor Navracsics benoemd tot Europees Commissaris. Szijjártó verving Navracsics als minister van Buitenlandse Zaken.